# L'Adoration des mages (Dürer)
Pour les articles homonymes, voir L'Adoration des mages.
L'Adoration des mages est un tableau d'Albrecht Dürer réalisé en 1504.

## Description

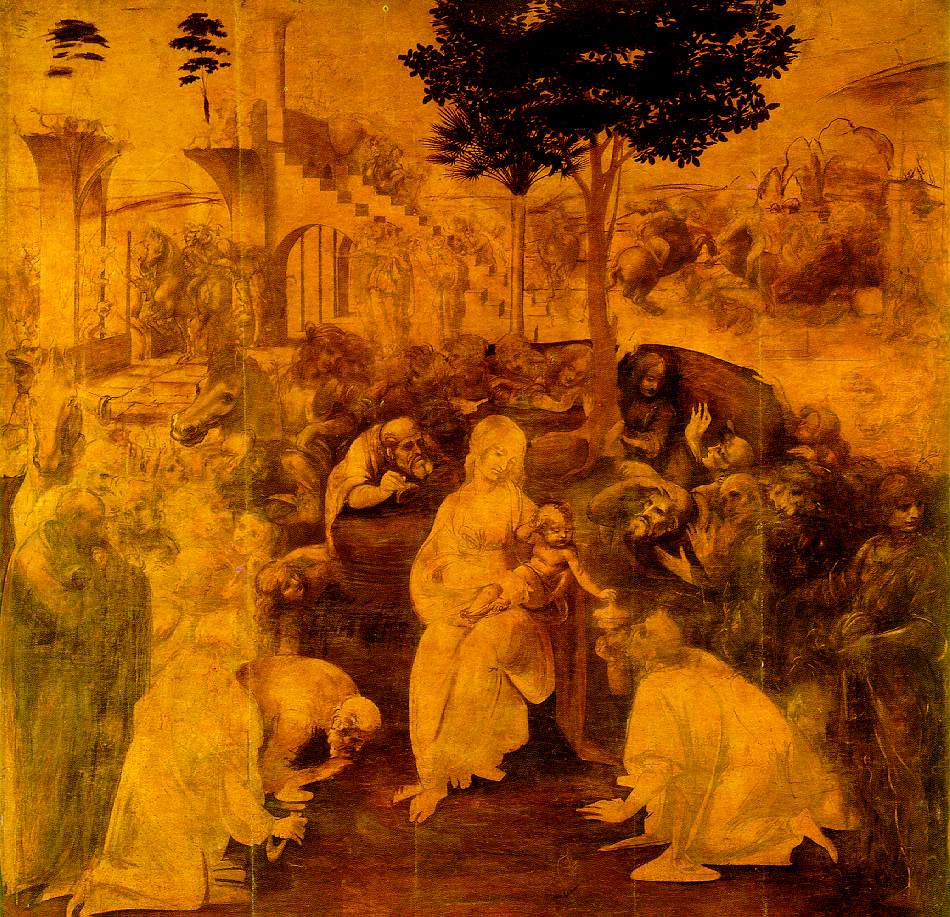
Léonard de Vinci, L'Adoration des mages, vers 1481, inachevé. Galerie des Offices, Florence

Malgré des similitudes dans l'arrière-plan, Dürer n'a très probablement jamais vu le tableau homonyme de Léonard de Vinci.
Dürer s'est représenté lui-même dans le personnage du roi au centre, vêtu en vert avec des cheveux bouclés jusqu'aux épaules, la coiffure habituelle de Dürer. 
Avec ce tableau, Dürer, qui était déjà reconnu comme un maître du dessin, ne cède en rien à ses contemporains italiens en ce qui concerne la couleur. La perspective géométrique n'y est cependant pas encore tout à fait rigoureuse. Une analyse de son travail au moyen de photographies infrarouges fait apparaître clairement sa signature. Vingt ans plus tard, en 1524, Dürer  réalise  un dessin sur le même thème, mais dans une tonalité qui évoque davantage le sud de l'Allemagne. Ce dessin est exposé à l'Albertina de Vienne.

## Histoire
Le tableau a été commandé par Frédéric III de Saxe pour l'Église de la Toussaint de Wittemberg. L'année, ainsi que le monogramme de Dürer, sont indiqués sur une pierre sous l'étable. 
Ce tableau est considéré comme une de ses œuvres les plus significatives parmi celles qui ont été réalisées entre le premier et le second voyage de Dürer en Italie. 

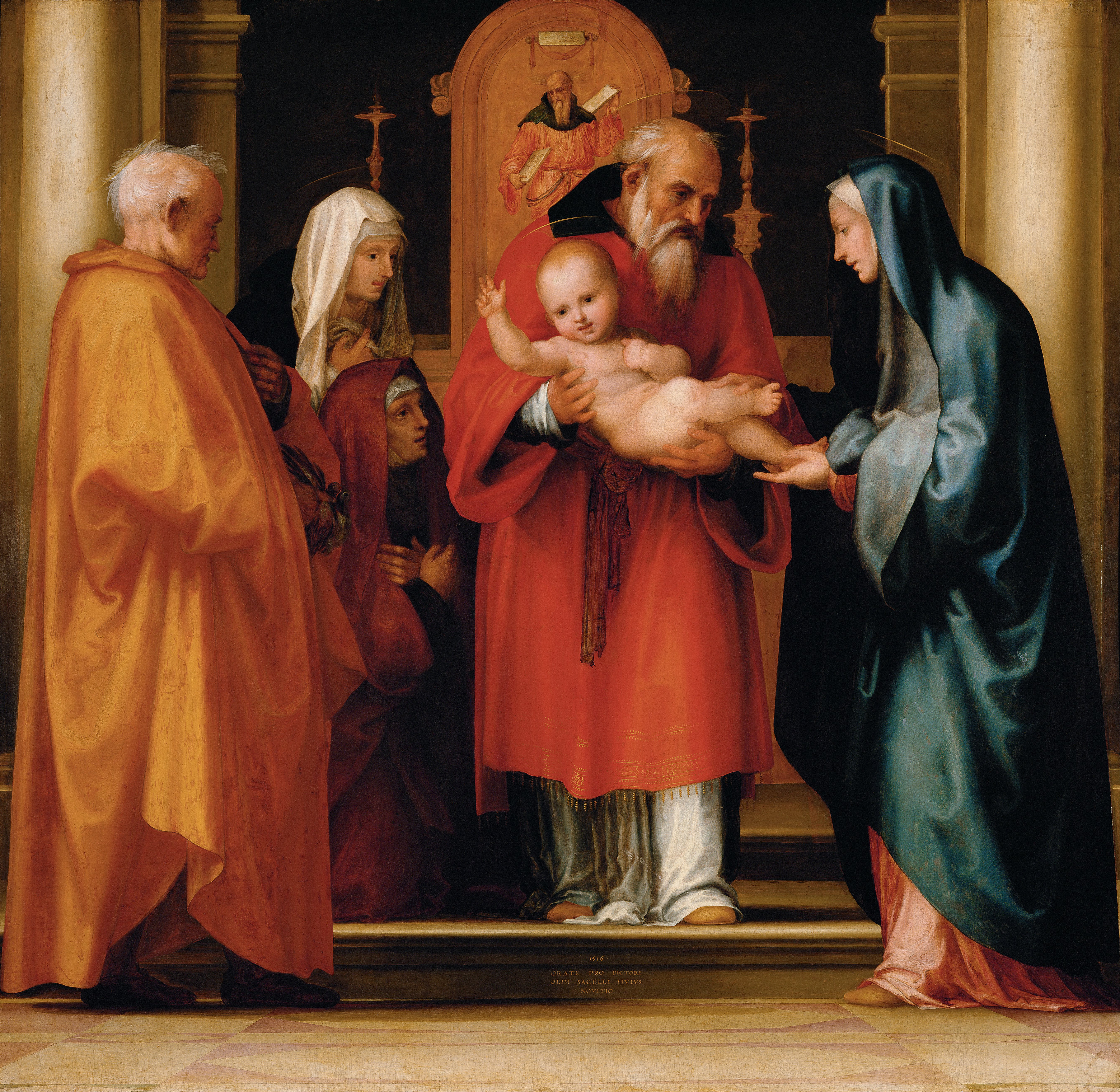
Fra Bartolomeo, Présentation de Jésus au temple, 1516, Musée d'histoire de l'art de Vienne.

En 1603, le tableau a été offert par le roi de Saxe Christian II, à la collection d'art impériale à Vienne, plus précisément au Château de Schönbrunn. En 1793, Luigi Lanzi, directeur du musée des Offices de Florence, qui voulait agrandir la collection  par une œuvre importante de Dürer, a échangé le tableau contre la Présentation de Jésus au temple de Fra Bartolomeo.